# Time To Be King (álbum)
Time to be king es el cuarto álbum de estudio de la banda de power metal melódico Masterplan. Este álbum marca el regreso del cantante Jorn Lande. Dejó la banda en 2006, y su sustituto Mike DiMeo había anunciado su salida en enero de 2009. Fue planeado originalmente para ser lanzado el 16 de abril de 2010, pero durante una audición en Hamburgo, se confirmó que la fecha de lanzamiento se aplazó al 21 de mayo.

## Miembros
- Jorn Lande - voz
- Roland Grapow - guitarras,
- Jan S. Eckert - guitarra bajo, coros
- Mike Terrana - batería
- Mackenrott Axel - Teclados

## Canciones
1. Fiddle Of Time - 4:22
2. Blow Your Winds - 3:19
3. Far From The End Of The World - 3:34
4. Time To Be King - 4:44
5. Lonely Winds Of War - 4:35
6. The Dark Road - 6:22
7. The Sun Is In Your Hands - 4:27
8. The Black One - 4:14
9. Blue Europa - 5:09
10. Under The Moon - 4:16
11. Kisses From You (Digipack Bonus) - 2:50
12. Never Walk Alone (Japón Bonus)

## EP
Far From the End of the World es el cuarto EP publicado por la banda. Este EP contiene dos canciones del álbum de estudio Time to be king.